# Église Saint-Pierre de Camprodon
Pour les articles homonymes, voir Église Saint-Pierre et Monastère Saint-Pierre.
L'église Saint-Pierre de Camprodon est l'ancienne église abbatiale de l'abbaye Saint-Pierre située dans le village de Camprodon, comarque de Ripollès, dans la province de Gérone.

## Historique
Une église dédiée à saint Pierre située à Camprodon est consacrée le 27 novembre 904 par l'évêque de Gérone, Servus Dei (888-907). La fondation de l'abbaye Saint-Pierre, de l'ordre de saint Benoît, peut remonter au début du IXe siècle. Vers 950 Guifred II de Besalú, comte de Besalú, a construit ou agrandi le monastère avec l'approbation de Gotmar II (944-954), évêque de Gérone. Le comte de Besalú a obtenu un diplôme de Louis IV d'Outremer pour confirmer l'établissement de l'abbaye, en 952. Une bulle du pape Benoît VIII datée de 1017 confirme les privilèges de l'abbaye.
L'abbaye, qui a connu rapidement une forte expansion religieuse et patrimoniale, a été réunie, en 1078, à l'abbaye de Moissac, de l'Ordre de Cluny, dont elle n'a été séparée qu'en 1461, date à partir de laquelle commença son déclin. L'église actuelle a été consacrée en 1169. Le cloître et une partie de l'église ont été détruits au cours du séisme du 2 février 1428 en Catalogne.
L'abbaye perd une partie de ses biens en 1671 et 1672. L'abbaye est pillée par les troupes françaises pendant l'occupation de l'Espagne par Napoléon Ier.
L'abbaye a été abandonnée par l'abbé Miguel de Parrella et cinq moines à la suite de l'exclaustration de 1835. La restauration du monastère est une entreprise entreprise en 1897 par l'architecte Antoni Serrallach,. Elie Rogent et Francesc de Paula Villar développent un projet de restauration des bâtiments de l'abbaye. La restauration définitive, n'a cependant eu lieu que dans les années 1928-1932, sous la direction de l'architecte Jeroni Martorell. Les bâtiments monastiques et quelques autres dépendances annexées ont été démolis à cette époque, en raison de son état de ruine.

## Église
L'église actuelle a été construite au milieu du XIIe siècle. C'est un édifice austère montrant des influences artistiques cisterciennes. Elle a un plan en croix latine. L'abside a la même largeur que la nef. Deux chapelles de plan carré s'ouvrent sur chacun des bras du transept. La voûte qui recouvre la nef est berceau brisé, renforcée par des arcs doubleaux en plein cintre. Une coupole couvre la croisée du transept, surmontée par un clocher de base octogonale surmontée de deux niveaux. 
L'église avait un cloître, détruit, construit au XIIe siècle, à en juger par les chapiteaux conservés.
L'église a été protégée comme bien immeuble par la déclaration du 3 juin 1931.

## Source
- (ca) Cet article est partiellement ou en totalité issu de l’article de Wikipédia en catalan intitulé « Sant Pere de Camprodon » (voir la liste des auteurs).